# Nonglard
Nonglard és un municipi francès situat al departament de l'Alta Savoia i a la regió d'Alvèrnia-Roine-Alps
Forma part de la comunitat de l'aglomeració d'Annecy.